# PICK ME
"PICK ME"는 2015년 노래로, 엠넷의 서바이벌 리얼리티 프로그램 《PRODUCE 101》의 참가자들이 부른 노래이다. 《프로듀스 101》의 테마곡이기도 하다. 2015년 12월 17일 CJ E&M을 통해 공개되었다.

## 성적
- 가온 디지털 차트 - 45위
- 판매량 - 34,617+